# Karabük (circonscription électorale)
La circonscription électorale de Karabük correspond à la province du même nom et envoie 3 députés à la Grande assemblée nationale de Turquie (2 entre 2011 et 2018).

## Composition
La circonscription de Karabük est divisée en 6 districts (ilçe). Chaque district est composé d'un chef-lieu et de municipalités (communes et villages).

## Résultats électoraux

### Élections législatives de 2018
| Partis                   | Partis                                        | Voix    | %     | Sièges | +/-           | Élus                        |
| ------------------------ | --------------------------------------------- | ------- | ----- | ------ | ------------- | --------------------------- |
|                          | Parti de la justice et du développement (AKP) | 83 252  | 53,81 | 2      |               | Cumhur Ünal et Niyazi Güneş |
|                          | Parti républicain du peuple (CHP)             | 25 772  | 16,66 | 1      | 1             | Hüseyin Avni Aksoy          |
|                          | Parti d'action nationaliste (MHP)             | 21 007  | 13,58 | 0      | en stagnation |                             |
|                          | Le Bon Parti (İYİ)                            | 18 829  | 12,17 | 0      | Nv.           |                             |
|                          | Parti de la félicité (SP)                     | 2 660   | 1,72  | 0      | en stagnation |                             |
|                          | Parti démocratique des peuples (HDP)          | 2 290   | 1,48  | 0      | en stagnation |                             |
|                          | Parti patriote (VATAN)                        | 564     | 0,36  | 0      | en stagnation |                             |
|                          | Parti de la cause libre (HÜDA PAR)            | 329     | 0,21  | 0      | en stagnation |                             |
|                          |                                               |         |       |        |               |                             |
| Total                    | Total                                         | 154 703 | 100   | 3      | 1             | -                           |
| Inscrits / participation | Inscrits / participation                      | 176 018 | 87,72 |        |               |                             |

### Élections législatives de 2023
| Partis                   | Partis                                        | Voix    | %     | Sièges | +/-           | Élus                                |
| ------------------------ | --------------------------------------------- | ------- | ----- | ------ | ------------- | ----------------------------------- |
|                          | Parti de la justice et du développement (AKP) | 61 623  | 37,67 | 2      | en stagnation | Cem Şahin et Durmuş Ali Keskinkılıç |
|                          | Parti républicain du peuple (CHP)             | 35 917  | 21,96 | 1      | en stagnation | Cevdet Akay                         |
|                          | Parti d'action nationaliste (MHP)             | 26 092  | 15,95 | 0      | en stagnation |                                     |
|                          | Le Bon Parti (İYİ)                            | 15 782  | 9,65  | 0      | en stagnation |                                     |
|                          | Nouveau parti de la prospérité (YRP)          | 13 420  | 8,20  | 0      | Nv.           |                                     |
|                          | Parti de la victoire (ZP)                     | 3 392   | 2,07  | 0      | Nv.           |                                     |
|                          | Parti de la patrie (M)                        | 1 690   | 1,03  | 0      | Nv.           |                                     |
|                          | Parti de la gauche verte (YSP)                | 1 175   | 0,72  | 0      | en stagnation |                                     |
|                          | Parti de la justice (AP)                      | 742     | 0,45  | 0      | Nv.           |                                     |
|                          | Parti de la grande unité (BBP)                | 707     | 0,43  | 0      | en stagnation |                                     |
|                          | Parti des travailleurs de Turquie (TIP)       | 676     | 0,41  | 0      | en stagnation |                                     |
|                          | Parti de la mère patrie (ANAP)                | 389     | 0,24  | 0      | en stagnation |                                     |
|                          | Parti de la justice et de l'unité (AB)        | 363     | 0,22  | 0      | Nv.           |                                     |
|                          | Parti jeune (GP)                              | 336     | 0,21  | 0      | en stagnation |                                     |
|                          | Parti des droits et libertés (HAK)            | 211     | 0,13  | 0      | en stagnation |                                     |
|                          | Parti de la route nationale (MYP)             | 181     | 0,11  | 0      | Nv.           |                                     |
|                          | Parti de la nation (MP)                       | 157     | 0,10  | 0      | en stagnation |                                     |
|                          | Parti de gauche (SOL)                         | 143     | 0,09  | 0      | en stagnation |                                     |
|                          | Parti patriote (VATAN)                        | 131     | 0,08  | 0      | en stagnation |                                     |
|                          | Parti de libération du peuple (HKP)           | 117     | 0,07  | 0      | en stagnation |                                     |
|                          | Parti communiste de Turquie (TKP)             | 115     | 0,07  | 0      | en stagnation |                                     |
|                          | Parti de l'union du pouvoir (GBP)             | 109     | 0,07  | 0      | Nv.           |                                     |
|                          | Parti de l'innovation (YP)                    | 58      | 0,04  | 0      | Nv.           |                                     |
|                          | Mouvement communiste (TKH)                    | 51      | 0,03  | 0      | Nv.           |                                     |
|                          |                                               |         |       |        |               |                                     |
| Total                    | Total                                         | 163 577 | 100   | 3      | en stagnation | -                                   |
| Inscrits / participation | Inscrits / participation                      | 182 049 | 89,61 |        |               |                                     |